# Gumový medvídek

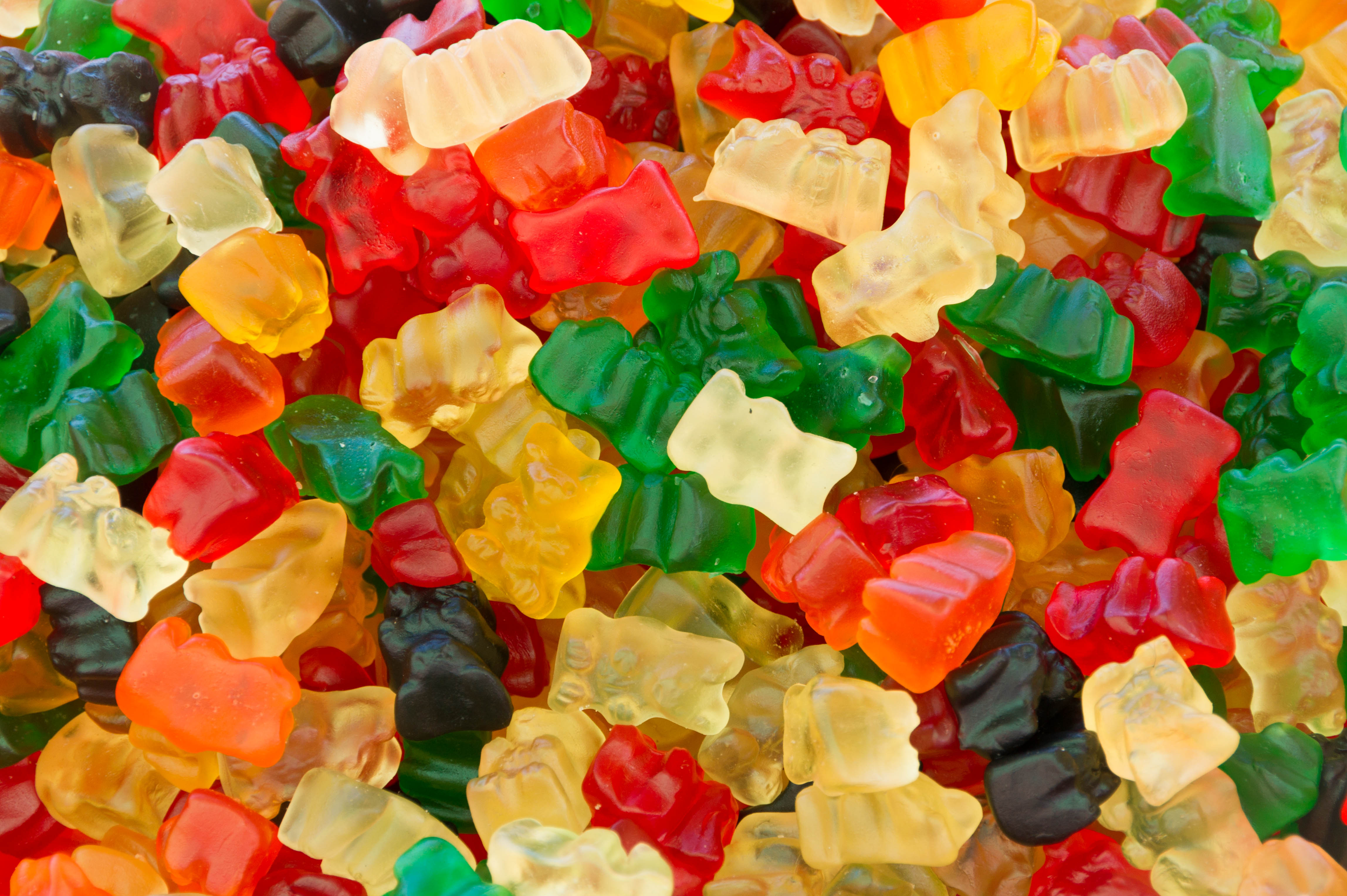
Gumoví medvídci

Gumový medvídek nebo také gumoví medvídci jsou gumové sladkosti ve tvaru medvěda, které mají původ v Německu, ale rychle si získaly celosvětový ohlas. Praví gumoví medvídci jsou vyráběni ve velikosti dvou centimetrů a měli by se dát roztáhnout až na 7 cm.[zdroj⁠?!] Dají se na nich rozlišit základní tvary jako hlava, tělo s packami a nohy. Medvídci mají různé barvy, ale praví medvídci mají barvu červenou, zelenou, žlutou, bílou, růžovou a oranžovou.
Původně je začala vyrábět roku 1922 firma Haribo v německém Bonnu. Zakladatel firmy Hans Riegel se nechal inspirovat tančícími medvědy na poutích. Výrobek se stal brzy známým a začal být napodobován dalšími továrnami. Vzniklo i mnoho dalších tvarů jako například delfíni, žížaly atd.
Želatinové bonbóny obsahují aminokyseliny potřebné pro syntézu kolagenu. Z toho důvodu údajně mají pozitivní vliv na lidské klouby, šlachy, vlasy, nehty, kůži, cévy a vazivovou tkáň. Tento pozitivní vliv je však zpochybňován. Neobsahují cholesterol ani tuky.

## Složení
Gumoví medvídci se skládají z cukru, hroznového cukru, potravinářského barviva, želatiny, ochucovadel, aromat a dalších složek. Želatina se připravuje buď z vyvaření kostí, kůží, šlach a jatečních odpadů (tzv. vepřová želatina) nebo z mořských řas (tzv. agarová želatina).
Medvídci nejčastěji chutnají po ananasu, pomeranči, citronu, jahodě, malině a po jablku.